# Geisshorn (Alpes bernoises)
Pour les articles homonymes, voir Geisshorn (homonymie).
Le Geisshorn est un sommet des Alpes bernoises, en Suisse, situé dans le canton du Valais, qui culmine à 3 740 m d'altitude.
Situé au nord du Rotstock (3 698 m) et au sud-ouest du Sattelhorn (3 723 m), il domine le glacier de Mittelaletsch au nord-est et le glacier d'Oberaletsch au sud-ouest.